# Chelyosoma
Chelyosoma is een geslacht uit de familie Corellidae en de orde Phlebobranchia uit de klasse der zakpijpen (Ascidiacea).

## Soorten
- Chelyosoma columbianum Huntsman, 1912
- Chelyosoma dofleini Hartmeyer, 1906
- Chelyosoma inaequale Redikorzev, 1913
- Chelyosoma macleayanum Broderip & Sowerby, 1830
- Chelyosoma orientale Redikorzev, 1911
- Chelyosoma productum Stimpson, 1864
- Chelyosoma sibogae Sluiter, 1904
- Chelyosoma siboja Oka, 1906
- Chelyosoma yezoense Oka, 1928